# Stausee Soboth
Der Stausee Soboth im Dreiländereck Kärnten-Slowenien-Steiermark ist ein Speichersee und ein Anlageteil des Kraftwerkes Koralpe, das in den Jahren 1988 bis 1993 errichtet wurde.
Die naturschutzrechtliche Auflage, dass der Stausee vom 15. Juni bis 31. Oktober bis auf einen Meter Spiegelschwankung voll sein muss, bildet die Grundlage für die touristische Nutzung des Speichersees. Im Sommer ist der See wegen seines sauberen Wassers, des kühleren Klimas aufgrund der Höhenlage und der natürlichen Umgebung aus Fichtenwäldern ein beliebter Badeort.
Seit den 2010er Jahren hat der Stausee auch die Funktion eines Pumpspeichers.

## Geografie
Der Stausee liegt auf der Koralpe, etwa hälftig in den Bundesländern Kärnten und Steiermark. In der Nähe befindet sich das namensstiftende Dorf Soboth an der Verbindungsstraße zwischen Lavamünd und Graz sowie der Soboth-Passes nahe der slowenisch-österreichischen Grenze. Das Höchststauziel beträgt etwa 1080 m ü. A. Sein natürliches Einzugsgebiet hat eine Fläche von 29,7 km². Der Stausee ist etwa 2,6 km lang und bis zu 970 m breit, hat eine Oberfläche von 0,8 km² und ist bis zu 80 m tief. Er fasst rund 23 Millionen Kubikmeter Wasser.

## Koralpe Wasserkraftwerk
Das Kraftwerk Koralpe wurde zwischen 1987 und 1991 als passives Speicherkraftwerk errichtet. Zwischen 2009 und 2011 wurde das Kraftwerk zu einem Pumpspeicherkraftwerk ausgebaut.
Die 50-MW-Station befindet sich am Ufer der Drau und in der Nähe von Lavamünd auf 339 m Höhe über dem Meeresspiegel. Das Wasser wird über einen fünf Kilometer langen Druckstollen und einer drei Kilometer langen Druckleitung vom Speicher zum Kraftwerk geleitet. Der maximale Höhenunterschied der Pipeline beträgt 735,5 m.

## Routinemäßige Instandhaltung
Der Stausee muss alle 10 Jahre für revisionsarbeiten vollständig entleert werden. Es werden hierbei sämtliche Unterwasserbauwerke inspiziert und bei Bedarf Instandgesetzt. Aufgrund der Auflagen, den See zwischen Juni und Oktober als Badesee nutzen zu können, finden diese Revisionen im Winter statt. Beim Bau des Staudamms wurde die ehemalige Brücke über die Feistritz gesprengt, jedoch die Trümmerteile nicht entfernt. Diese kommen, wie andere Bauwerke, bei der Entleerung wieder zum Vorschein

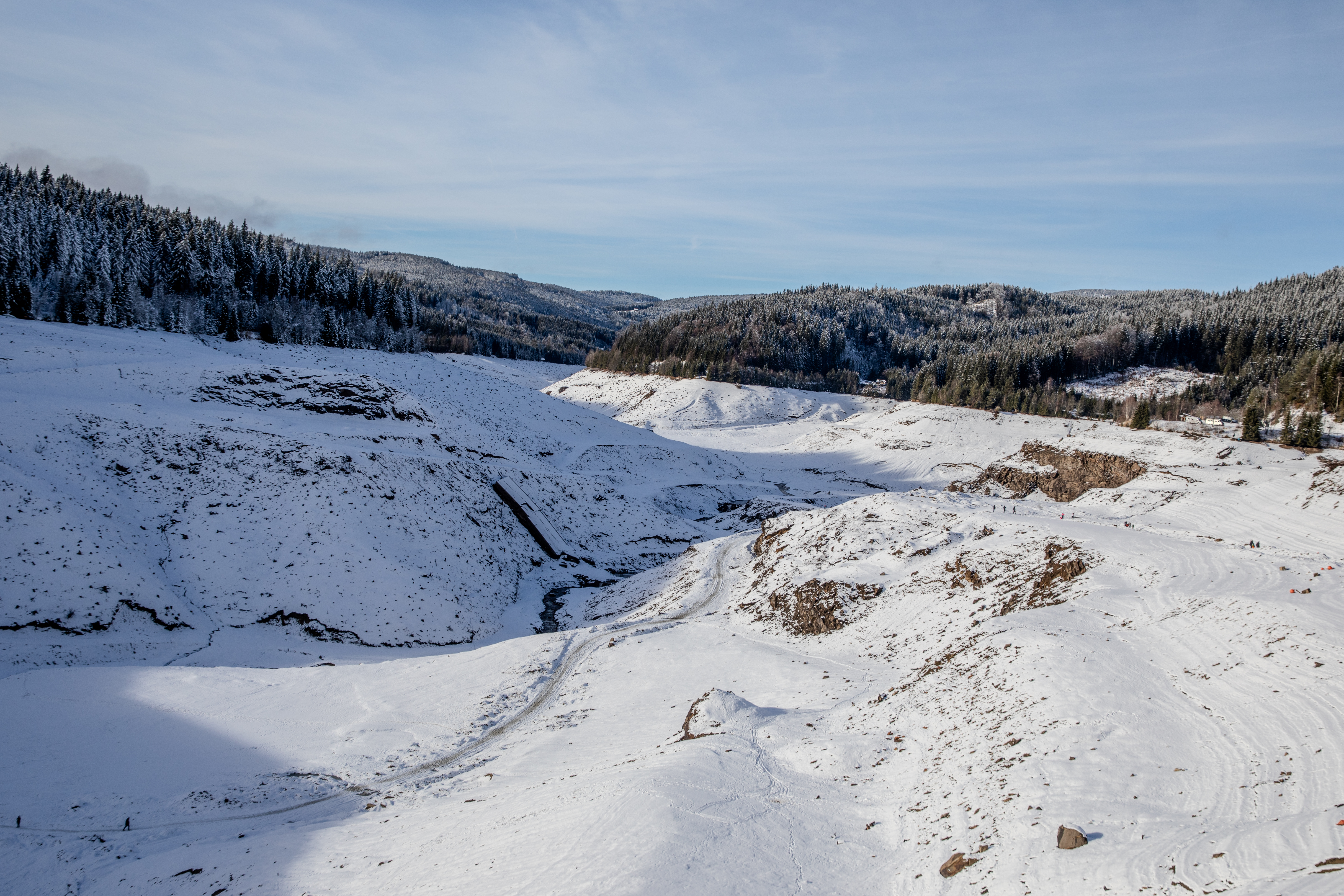
Blick auf den entleerten Stausee Soboth Richtung Norden
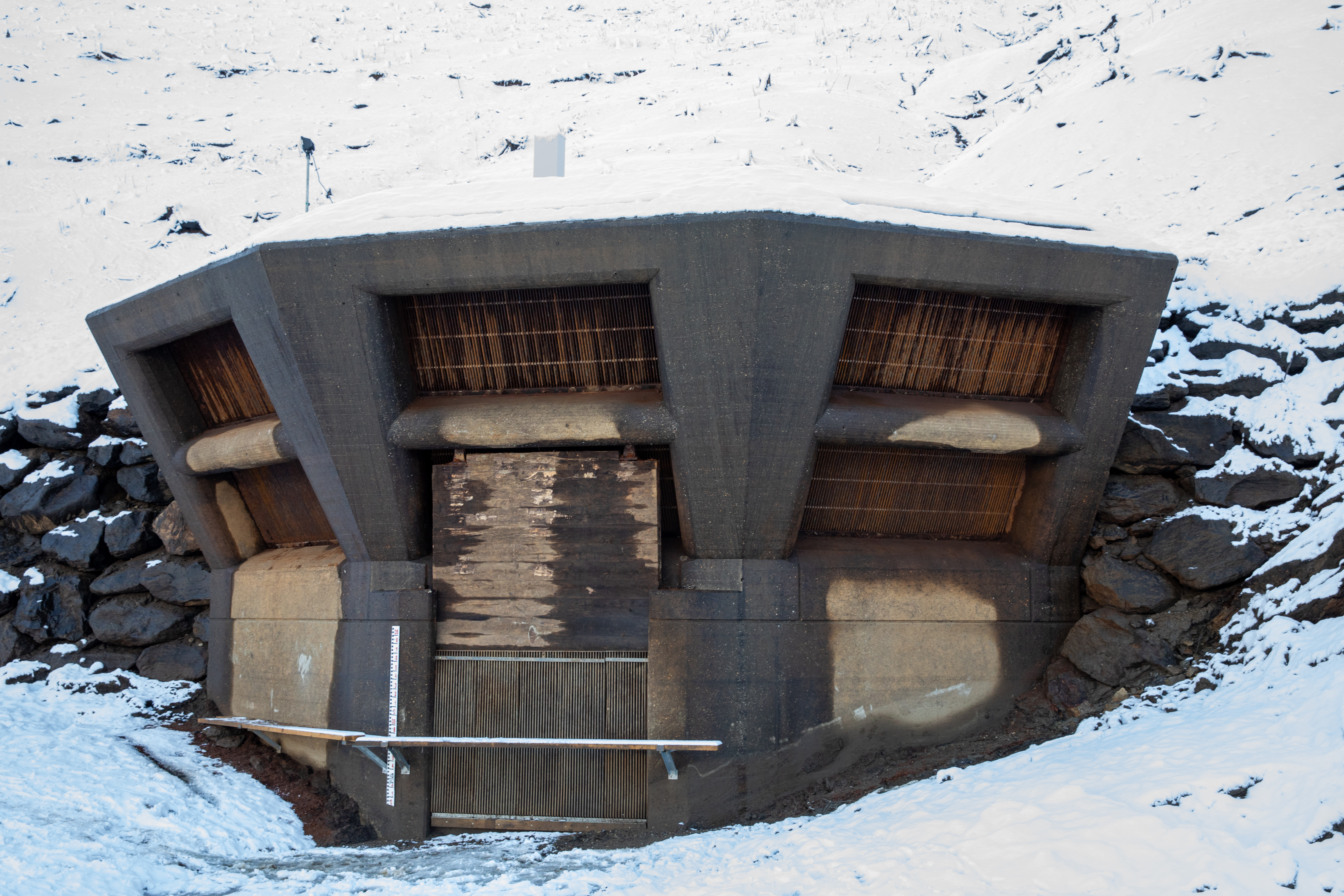
Triebwassereinlauf an der Südwestseite der Staumauer
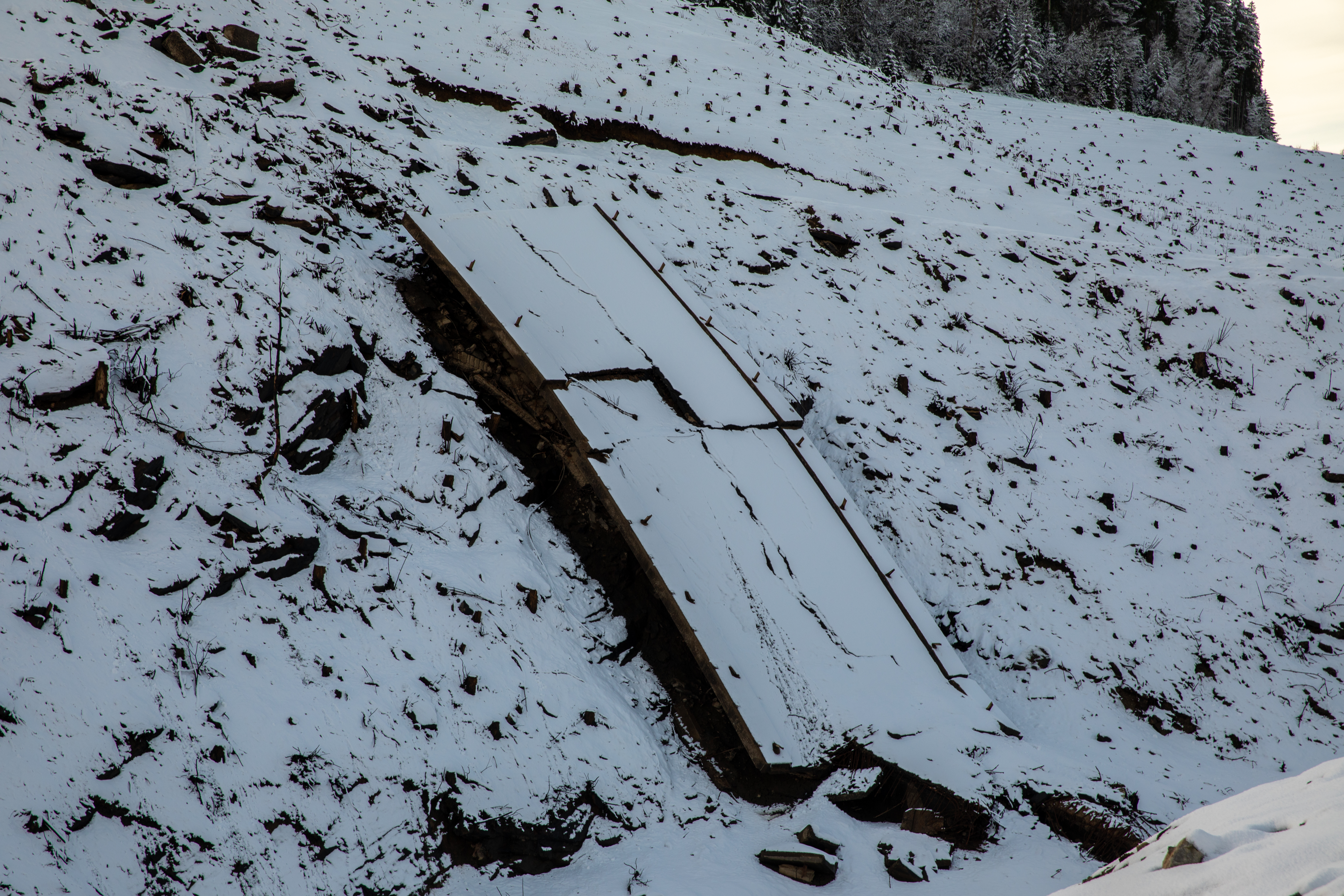
Teil der ehemaligen Brücke über die Feistritz. Bei normalem Wasserstand ist diese Brücke mehr als 20 Meter unter dem Wasserspiegel
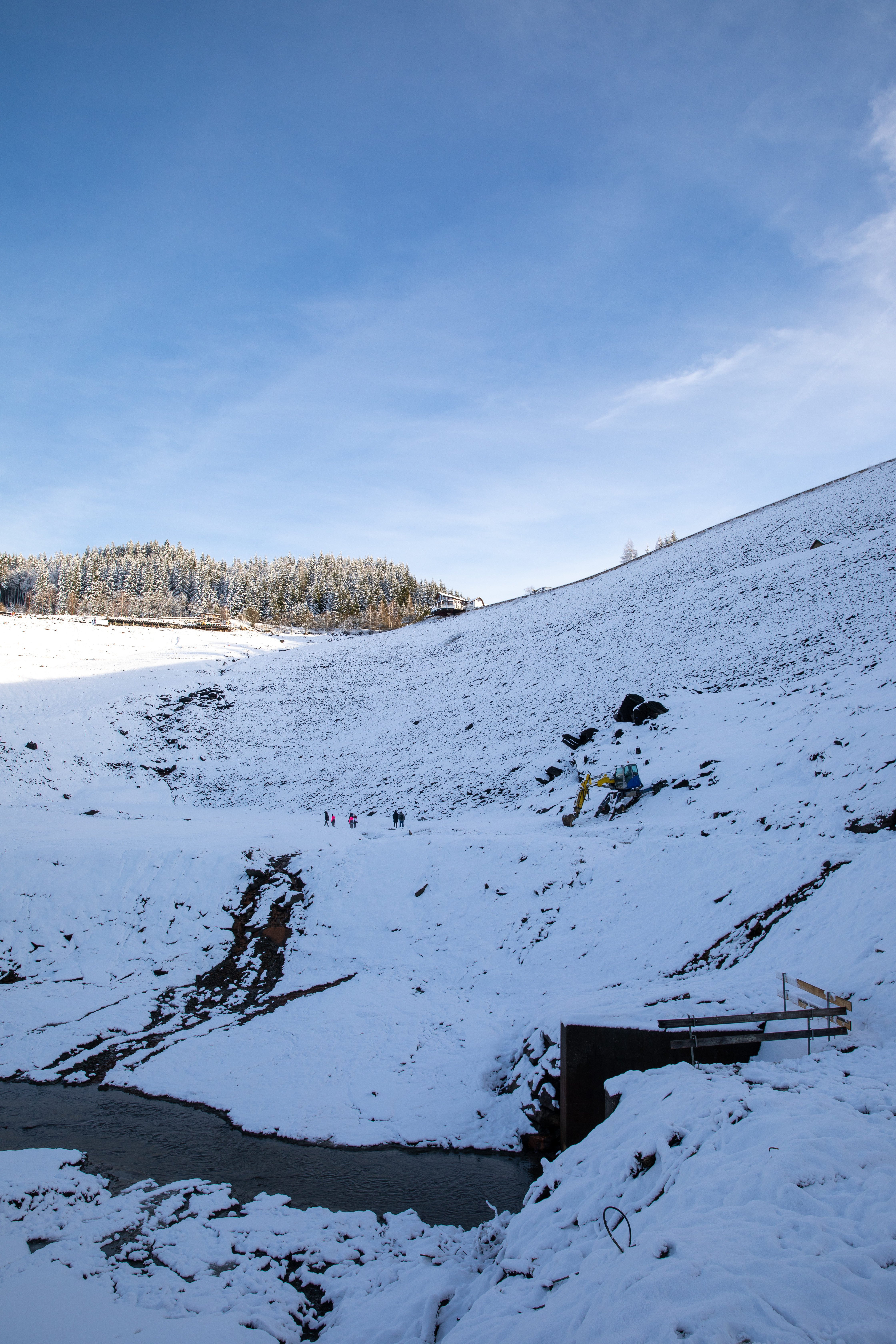
Blick Entlang der Staumauer Richtung Osten, Im Vordergrund der Grundablass, im Hintergrund die Jausentation, knapp 80 Meter über dem Seegrund